# Božidar Borko
Božidar (Matija) Borko, slovenski novinar, publicist, prevajalec in urednik, * 2. februar 1896, Gomila pri Kogu, † 12. december 1980, Ljubljana.
Bil je otrok kmečkih staršev. Oče mu je bil Anton, mati mu je bila Veronika (roj. Pokrivač). Gimnazijo je obiskoval v Varaždinu in v Zagrebu, nato pa se je predal novinarskemu poklicu. Leta 1919 je prevzel delo urednika časopisa Murska straža (izhajal v letih 1919-1923), ki je izhajal v Radgoni in Gornji Radgoni ter ga opravljal do aprila 1921. Bil je poliglot in prevajal je iz mnogih jezikov (češčine, nemščine, francoščine, poljščine, ruščine, hrvaščine in srbščine, italijanščine, bolgarščine) pa tudi slovenska dela v nemški, francoski, italijanski in bolgarski jezik. Bil je pomemben kot informator in posrednik med slovenskimi in slovanskimi, ter romanskimi kulturami. Bil je častni predsednik Društva slovenskih književnih prevajalcev (od 1966) in tudi zaslužni član Slovenske matice.

## Delo
Najdlje je bil zaposlen v Cankarjevi založbi v Ljubljani, objavil je več avtorskih del na temo publicistike. 
- Hvala vam, knjige (publicistika), 1951
- Na razpotjih časa (publicistika), 1962
- Srečanja (publicistika), 1971

1. 1 2  data.bnf.fr: platforma za odprte podatke — 2011.
2. 1 2 3 4  Slovenska biografija — Znanstvenoraziskovalni center Slovenske akademije znanosti in umetnosti. — ISSN 2350-5370